# Герб Кременецького району
Герб Кременецького району — офіційний символ Кременецького району, затверджений 21 червня 2007 р. рішенням сесії районної ради.

## Опис
Щит розділений срібним нитяним підвищеним хрестом. У першій лазуровій частині срібна вежа Замкової гори у Кременці з відчиненими ворітьми. У другій червоній — срібна розкрита книга. У третій червоній — срібний лапчастий хрест. У четвертій лазуровій — срібна дзвіниця з хрестом. Щит обрамований декоративним картушем i увінчаний золотою територіальною короною.